# Liste d'opérations chirurgicales
Les opérations chirurgicales sont principalement désignées par :
- l'organe, le tissu ou le membre concerné ;
- le geste pratiqué par le chirurgien.

Par exemple une gastrectomie est une ablation totale ou partielle de l'estomac.
Les termes utilisés proviennent essentiellement du grec ancien et sont composés d'un préfixe désignant l'objet de l'opération et d'un suffixe désignant sa nature. Une voyelle euphonique (le plus souvent o entre deux radicaux) ou un préfixe (comme εν, dans encéphale, qui désigne l'intérieur) peuvent être utilisés.

## Liste de radicaux

### Radicaux concernant des organes
| Préfixe    | Grec ancien  | Français                        |
| ---------- | ------------ | ------------------------------- |
| angio-     | ἀγγεῖον      | le vaisseau, l'artère, la veine |
| arthro-    | ἂρθρον       | l'articulation                  |
| colo-      | κῶλον        | le colon                        |
| colpo-     | κόλπος       | le vagin                        |
| cysto-     | κύστις       | la vessie                       |
| encéphalo- | κεφαλή       | la tête                         |
| gastro-    | γαστήρ       | l'estomac                       |
| hépato-    | ἧπαρ         | le foie                         |
| hystéro-   | ὑστέρα       | l'utérus                        |
| masto-     | μαστός       | le sein                         |
| myo-       | μῦς          | le muscle                       |
| néphro-    | νεφρός       | le rein                         |
| oophoro-   | ᾠόν et φορός | l'ovaire                        |
| orchido-   | ὄρχις        | le testicule                    |
| thoraco-   | θώραξ        | le thorax                       |

| Préfixe   | Latin           | Français                  |
| --------- | --------------- | ------------------------- |
| mamo-     | mamma           | le sein                   |
| salpingo- | salpinx         | la trompe                 |
| vas-      | vasculum ou vas | le vaisseau, le contenant |

### Radicaux concernant les opérations
| Préfixe  | Grec Ancien | Signification          |
| -------- | ----------- | ---------------------- |
| -centèse | κέντησις    | la piqûre              |
| -clase   | κλάσις      | la brisure, la rupture |
| -désie   | δαίω        | diviser, partager      |
| -ectomie | ἐκτομή      | l'excision, l'ablation |
| -pexie   | πῆξις       | la fixation            |
| -plastie | πλάσσω      | mouler, former         |
| -psie    | ὄψις        | la vue, l'aperçu       |
| -scopie  | σκοπέω      | l'observation          |
| -rraphie | ῥαφή        | la couture             |
| -stomie  | στόμα       | l'orifice              |
| -tomie   | τέμνω       | couper                 |